# Rainer Rümmler
Rainer Gerhard Rümmler (Leipzig, 2 juli 1929 – Berlijn, 16 mei 2004; eigenlijke naam Reinhard Erich Gerhard Rümmler) was een Duits architect. Hij ontwierp uitsluitend openbare gebouwen en was verantwoordelijk voor vrijwel alle West-Berlijnse metrostations uit de jaren zeventig en tachtig.

## Leven
Rümmler werd geboren in Leipzig, maar bracht zijn jeugd vanwege overplaatsingen van zijn vader door in Plauen, Berlijn en Leszno (Polen). In 1948 behaalde hij zijn Abitur aan het Freiherr-vom-Stein-Gymnasium in Spandau (Berlijn). In de herfst van hetzelfde jaar begon Rümmler zijn studie architectuur aan de Technische Universiteit Berlijn, waar hij les kreeg van onder anderen Willy Kreuer, Hans Hertlein en Hans Scharoun. In 1954 studeerde Rümmler af.
Al sinds 1953, nog voor zijn afstuderen, werkte Rümmler bij de bouwdienst van het district Spandau. Hier realiseerde hij zijn eerste project: een middelbare school in Siemensstadt. In 1956 werd hij kandidaat-ambtenaar bij de dienst volkshuisvesting en bouw van de Berlijnse Senaat. Deze aanstelling beëindigde hij in 1958 met het staatsexamen voor hogere technische ambtenaren. Vervolgens werkte Rümmler korte tijd bij een particulier architectenbureau en de Duitse Rijksbouwdienst, tot hij in 1959 opnieuw bij de Berlijnse dienst volkshuisvesting en bouw aangenomen werd. Daar was Rümmler, als secretaris van de dienst regeringsgebouwen, plaatsvervanger van Bruno Grimmek, de voorzitter van de commissie planning en ontwerp.
In 1960 werd Rümmler benoemd tot hoger bouwkundig ambtenaar (Baurat), in 1964 bereikte hij de rang van Oberbaurat. In de laatstgenoemde functie kreeg Rümmler de leiding over een onderafdeling, die verantwoordelijk was voor bovengrondse bouw, monumentenzorg, infrastructurele werken en technische ontwikkeling. In 1994 ging hij als leitender Baudirektor met pensioen.
Rümmler overleed op 74-jarige leeftijd. Hij werd begraven op het kerkhof In den Kisseln in Spandau.

## Werk
Het belangrijkste deel van Rümmlers werk vormt ongetwijfeld het zeer grote aantal metrostations dat hij ontwierp. Hij drukte een duidelijk herkenbaar stempel op de derde bouwfase van de Berlijnse metro.
Van het midden van de jaren zestig tot het midden van de jaren negentig was Rümmler verantwoordelijk voor alle nieuwe metrostations in Berlijn, op een na. (Station Schloßstraße dat door een particulier architectenbureau werd ontworpen.) In tegenstelling tot Alfred Grenander, die tot begin jaren dertig huisarchitect van de Berlijnse metro was, werkte Rümmler niet met eenheidsontwerpen, maar streefde hij ernaar elk station een individueel uiterlijk te geven. Net als Grenander maakte Rümmler, met name in zijn vroege werk, gebruik van dominante "kernkleuren", maar waar Grenander kleurschema's in een vaste, betekenisloze volgorde toepaste, richt Rümmler zich bij zijn ontwerpen op associaties met de naam of omgeving van het betreffende metrostation. Zo koos hij in station Bayerischer Platz voor wanden in de kleuren blauw en wit van de Beierse vlag en weerspiegelt station Konstanzer Straße het wapen van Konstanz.
Vanaf de jaren tachtig kwamen de associaties niet alleen meer tot uiting in kleuren, maar gebruikte Rümmler steeds pompeuzere vormen. Typisch voor zijn stijl uit deze periode zijn de stations van het noordwestelijke deel van de U7, waar de wanden gedecoreerd zijn met bonte mozaïeken. Critici hekelden Rümmlers aanpak en stelden dat de ontwerpen zich verwijderden van de functionaliteit van het metrostation. Ondertussen creëerde Rümmler naast ondergrondse constructies ook bovengrondse gebouwen, zoals de stationshal van station Fehrbelliner Platz.
In station Hermannstraße, het laatste dat hij ontwierp, greep Rümmler terug op een sobere zakelijke stijl. Als reden hiervoor geldt zowel het gebrek aan financiële middelen van het stadsbestuur, als de aansluiting bij de naburige stations die nog door Grenander waren ontworpen. Rümmler beeldde hier ook de geschiedenis van het reeds meer dan zestig jaar in ruwbouw aanwezige station uit. Zo zijn op verschillende plaatsen opschriften te zien die dateren uit de Tweede Wereldoorlog, toen het station dienstdeed als schuilkelder.
Naast tientallen metrostations ontwierp Rümmler ook een aantal Berlijnse overheidsgebouwen als brandweerkazernes en scholen. Daarnaast was hij verantwoordelijk voor de metrowerkplaats in Berlin-Britz.

### Overzicht

#### Metrostations
- Mehringdamm (U6 en U7), 1964
Ombouw, origineel ontwerp van Alfred Grenander
- Kaiserin-Augusta-Straße (U6), 1966
- Ullsteinstraße (U6), 1966
- Westphalweg (U6), 1966
- Alt-Mariendorf (U6), 1966
- Johannisthaler Chaussee (U7), 1970
De originele stationshallen zijn niet meer aanwezig.
- Lipschitzallee (U7), 1970
- Wutzkyallee (U7), 1970
- Zwickauer Damm (U7), 1970
- Metrowerkplaats Britz-Süd, 1971
- Möckernbrücke (U7), 1971
- Yorckstraße (U7), 1971
- Kleistpark (U7), 1971
- Eisenacher Straße (U7), 1971
- Bayerischer Platz (U7), 1971
- Berliner Straße (U7 en U9), 1971
- Blissestraße (U7), 1971
De oorspronkelijke wandbekleding is inmiddels vervangen.
- Fehrbelliner Platz (U7), 1971
Toegangsgebouw, tussenverdieping en station van de U7; het hoger gelegen station van de U3 werd ontworpen door Wilhelm Leitgebel en opende in 1913.
- Güntzelstraße (U9), 1971
- Bundesplatz (U9), 1971
Inmiddels heringericht
- Friedrich-Wilhelm-Platz (U9), 1971
- Walther-Schreiber-Platz (U9), 1971
- Rudow (U7), 1972
- Rathaus Steglitz (U9), 1974
- Nauener Platz (U9), 1976
- Osloer Straße (U8 en U9), 1976-77
- Pankstraße (U8), 1977
- Konstanzer Straße (U7), 1978
- Adenauerplatz (U7), 1978
Het oorspronkelijke interieur is niet behouden.
- Wilmersdorfer Straße (U7), 1978
- Bismarckstraße (U2 U7), 1978
Het bovenste niveau (U2) is inmiddels heringericht.
- Richard-Wagner-Platz (U7), 1978
Herbouw, van 1906 tot 1974 lag op dezelfde plaats een kleinprofielstation van de hand van Alfred Grenander.
- Mierendorffplatz (U7), 1980
- Jungfernheide (U7), 1980
- Jakob-Kaiser-Platz (U7), 1980
- Halemweg (U7), 1980
- Siemensdamm (U7), 1980
- Rohrdamm (U7), 1980
- Paulsternstraße (U7), 1984
- Haselhorst (U7), 1984
- Zitadelle (U7), 1984
- Altstadt Spandau (U7), 1984
- Rathaus Spandau (U7), 1984
- Franz-Neumann-Platz (U8), 1987
- Residenzstraße (U8), 1987
- Paracelsus-Bad (U8), 1987
- S-Bahnstation Buckower Chaussee (S2), 1988-92
- Lindauer Allee (U8), 1994
- Karl-Bonhoeffer-Nervenklinik (U8), 1994
- Rathaus Reinickendorf (U8), 1994
- Wittenau (U8), 1994
- Hermannstraße (U8), 1996
Samen met Alexander Fabian; sinds 1929 bestond er reeds een station in ruwbouw.

#### Overige werken
- Uitbreiding van de Katholische Schule St. Ludwig in Berlin-Wilmersdorf, 1962-63
- Zijvleugel van het Instituut voor Farmacie van de Freie Universität Berlin op het terrein van de botanische tuin van Berlijn, 1963
- Brandweerkazerne van Berlin-Wittenau (Roedernallee 55), 1963-65
in samenwerking met Dietrich Berger en Förster
- Brandweerkazerne van Berlin-Charlottenburg-Nord (Nikolaus-Groß-Weg), 1963-68
in samenwerking met R. Dübner, E. Marien, S. Kaiser, H. Kretschmer, E. Last en C. Riechert
- Politiepost Berlin-Tiergarten (Invalidenstraße 57), 1964-66
in samenwerking met H. J. Lorenz
- Geallieerde grenspost Checkpoint Bravo (Dreilinden): controlepost, wegrestaurant, tankstations, laadperrons voor vrachtwagens, 1968-73
in samenwerking met Hans Joachim Schröder
- Brandweerkazerne van Berlin-Wannsee (Kronprinzessinnenweg 20), 1972-75
in samenwerking met Rolf Dübner, Siegfried Böhmer, Gerhard Schneider en Alfred Kremser
- Brandweerkazerne Reichenberg in Berlin-Kreuzberg (Wiener Straße 64-68), 1974-76
in samenwerking met R. Dübner, E. Marien en E. Last
- Herinrichting van de verzorgingsplaats langs de AVUS, 1977
Origineel ontwerp van Walther Bettenstaedt
- Dienst financiën van Reinickendorf, 1978
- Uitbreiding van de arrondissementsrechtbank in Berlin-Charlottenburg (Tegeler Weg 17-20), 1983-87
- Brandweerkazerne van Berlin-Kladow (Kladower Damm 367), 1988

## Publicaties
- Gerhard Rümmler: Fünf neue U-Bahnhöfe in Berlin; uit: Bauwelt, 69e jaargang, nummer 33 (1 september 1978), pp. 1206–1208
- Gerhard Rainer Rümmler: U-Bahnbau ab 1950; uit: Berlin und seine Bauten, deel X, band B Anlagen und Bauten für den Verkehr, (1) Städtischer Nahverkehr, pp. 78–99; Verlag von Wilhelm Ernst & Sohn, Berlijn, 1979. ISBN 3-433-00842-6
- Rainer G. Rümmler: Gestaltung von U-Bahnhöfen; uit: U-Bahnlinie 7 erreicht den Bezirk Spandau von Berlin, pp. 10–13; bijzondere uitgave van Berliner Bauwirtschaft t.g.v. de Berliner Bauwochen, 1980
- Rainer G. Rümmler: Gestaltung von fünf U-Bahnhöfen der Linie 7 - Anreize zur Erarbeitung einer Gestaltung des unverwechselbaren „Ortes U-Bahnhof“; uit: Verlängerung der U-Bahnlinie 7 bis Bahnhof Rathaus Spandau, pp. 25–29; bijzondere uitgave van Berliner Bauwirtschaft, nummer 18, uitgegeven door de senator voor volkshuisvesting en bouw, 1984
- Wolfgang Kramer, Rainer G. Rümmler et al.: U-Bahnlinie 8 - Verlängerung in Richtung Norden; band 15 van de serie Berlin baut; Stedelijke dienst voor volkshuisvesting en bouw, Berlijn, 1994